# Franco Trabucco
Franco Trabucco (Leivi, 3 dicembre 1946) è un pianista italiano.

## Biografia
Nato a Leivi in provincia di Genova ha compiuto gli studi musicali presso il Conservatorio Niccolò Paganini di Genova, diplomandosi con il massimo dei voti in pianoforte sotto la guida di Criscuolo e in organo sotto quella di Molfino.
Dal 1969 al 1974 ha frequentato i corsi di perfezionamento pianistico di Vincenzo Vitale a Napoli e a Venezia e i corsi all'Accademia Musicale Chigiana di Siena.
Dal 1969 al 2009 è stato docente di pianoforte principale al Conservatorio Niccolò Paganini di Genova.
Ha interpretato prime esecuzioni di Flavio Testi, Gian Piero Reverberi, Raffaele Cecconi, Emilio Grimaldi.
L'etichetta discografica Dynamic ha recentemente pubblicato l'opera omnia pianistica di P. I.Ciakovskij registrata dal vivo da Franco Trabucco nel salone dei concerti del Conservatorio “Paganini” di Genova. 
Ha inoltre alternato l'attività concertistica a quella didattica, vincendo il concorso per pianoforte e organo presso l'Orchestra Sinfonica Nazionale della RAI di Milano, il concorso per titoli ed esami inerente alla cattedra di accompagnatore di pianoforte nelle classi di canto del Conservatorio Niccolò Paganini di Genova. Organista e direttore del coro polifonico della Cattedrale di Chiavari.
Franco Trabucco svolge attività concertistica come solista, in duo col fratello Mario violinista, con la sorella Maria mezzosoprano, e in trio con Mario Trabucco e Matteo Ronchini (violoncellista).

## Premi e riconoscimenti
Classificato e vincitore in numerosi concorsi pianistici nazionali ed internazionali, come il
“Casagrande” di Terni, il “ Beethoven” indetto dalla televisione italiana del 1970, il “Sergio Lorenzi” all’Accademia Musicale Chigiana di Siena, e altri.
Collaboratore al concorso violinistico internazionale “Paganini” di Genova, al Premio “Città Vittorio Veneto” ed ai Seminari internazionali tenuti da Salvatore Accardo e Uto Ughi.

## Discografia
- 2003 – Franco Trabucco, pianoforte, Testimonianze pianistiche contemporanee a Genova, Philharmonia[4]
- 2007 – Franco Trabucco, TCHAIKOVSKY Complete Piano Works, CD (x7), Dynamic CDS 665/1-7